# Dolmen de la Bajoulière
Der Dolmen de la Bajoulière liegt auf einer Wiese in La Fontaine bei Saint-Rémy-la-Varenne im Département Maine-et-Loire in Frankreich. Der zwischen 1979 und 1983 restaurierte neolithische „Dolmen angevin“ ist der größte im Anjou. Dolmen ist in Frankreich der Oberbegriff für Megalithanlagen aller Art (siehe: Französische Nomenklatur).

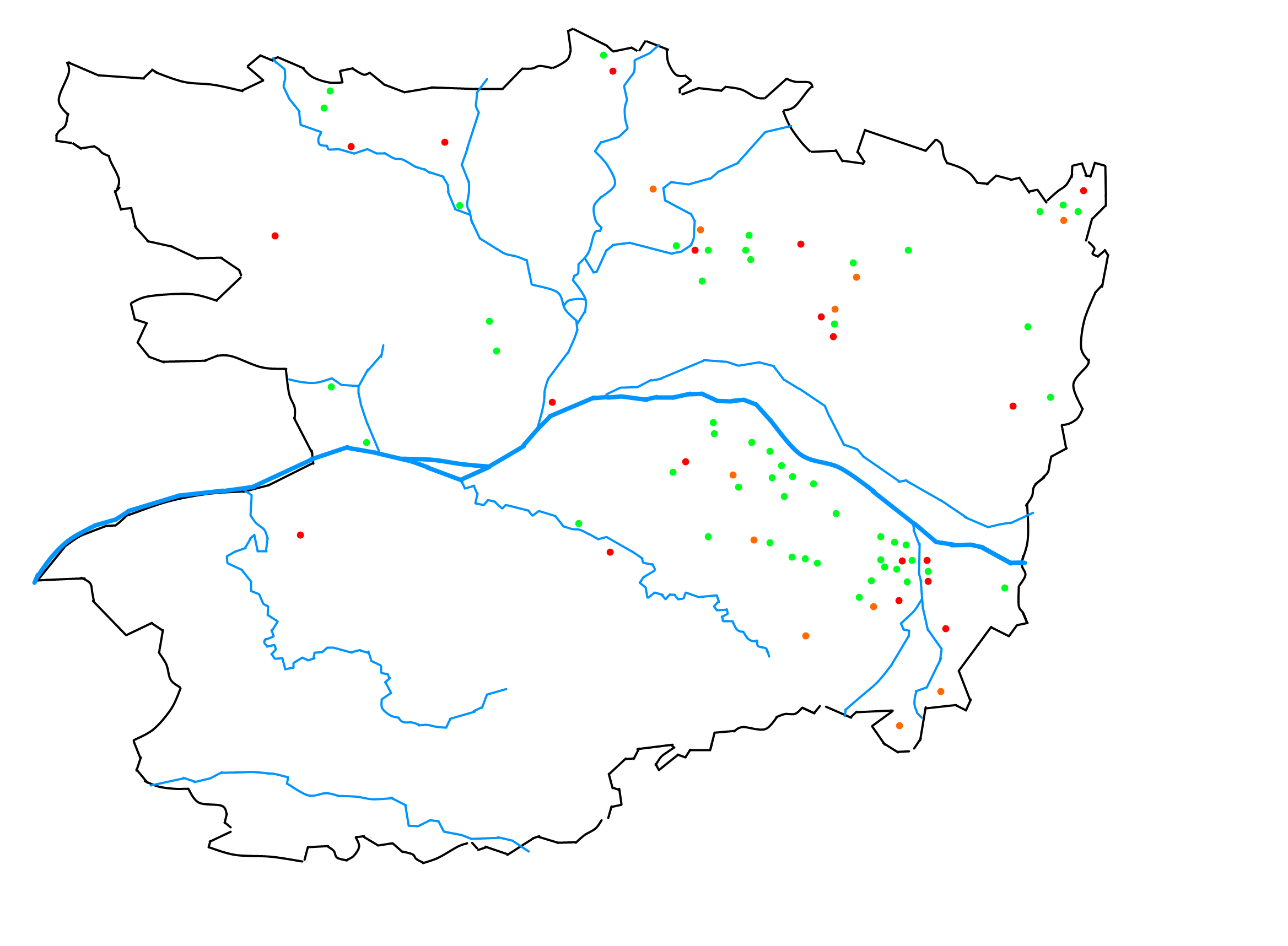
Verbreitungskarte von Dolmen in Maine-et-Loire – grün sind erhaltene Anlagen

## Beschreibung
Er hat eine 40 m² große, quadratische Kammer, vor der sich ein kurzer Trilithenzugang befindet. Die auf den Seiten von zumeist nur zwei Tragsteinen gestützte in vier Teile zerbrochene Deckenplatte misst etwa 7,0 m × 7,9 m, hat eine Dicke von 70 bis 80 cm und wird neben der des Dolmen von Bagneux als größte in Frankreich angesehen. Das geschätzte Gewicht wird mit etwa 70 Tonnen angegeben.
Im 12. Jahrhundert diente der Dolmen als Kapelle. Vor etwa einem Jahrhundert ist die Deckenplatte in vier Stücke gespalten. Die Landwirte des Ortes behaupten, dass dies ein Blitz verursachte.